# Célula linfoide innata
Las células linfoides innatas (CLI) son un grupo de células del sistema inmune innato que pertenecen al linaje linfoide, pero que no responden de una forma antígenoespecífica, ya que carecen de receptores B y de receptores T. Este grupo de células descrito en forma relativamente reciente posee diferentes funciones fisiológicas, algunas de las cuales resultan análogas a la de los linfocitos T colaboradores, mientras que otras además incluyen a las células citotóxicas conocidas como células NK. Por lo tanto, desempeñan un papel muy importante en la inmunidad protectiva y en la regulación de la homeostasis y la inflamación; por lo que su desregulación puede conducir a una patología inmune tal como una alergia o una enfermedad autoinmune.

## Clasificación
Las CLI pueden ser divididas sobre la base de las citoquinas que pueden producir, y el factor de transcripción que regula su desarrollo y función. Para cada nueva rama descubierta de la familia de las CLIs es importante determinar si ese tipo celular se trata de un representante estable o es sólo una etapa de diferenciación o activación. El cuerpo emergente de datos disponibles acerca de los factores de transcripción y la señalización de citoquinas que diferencia a las CLIs contribuye al sistema de clasificación en constante evolución que se utiliza para identificarlas.
La más reciente clasificación, propuesta por un grupo de científicos, consiste en una nomenclatura que divide a los tipos de CLIs conocidas en tres grupos.
| Estímulos                                                       | Señales tisulares | Célula                     | Mediadores                          | Función inmune |
| --------------------------------------------------------------- | ----------------- | -------------------------- | ----------------------------------- | --- |
| Tumores Intracellular microbes (virus, bacteria, parasite)      | IL-12 IL-15 IL-1B | Graphic of an ILC1/NK cell | IFN-γ Granzima Perforinas           | Inmunidad tipo 1 (Activación de Macrófagos, citotoxicidad, radicales de oxígeno)                                                                        |
| Moléculas extracelular largos (parásitos y alérgenos)           | IL-25 IL-33 TSLP  | Graphic of an ILC2 cell    | IL-4, IL-5, IL-13, IL-9 AREG        | Inmunidad tipo 2 (Producción de moco, Macrófagos activados alternativamente, matriz extracelular /reparación tisular, vasodilatación, termorregulación) |
| Microbios extracelulares (bacteria, fungi)                      | IL-1B IL-23       | Graphic of an ILC3 cell    | IL-22, IL-17 GM-CSF Linfotoxina     | Inmunidad tipo 3 (Fagocitosis, péptido antimicrobial, epithelium survival)                                                                              |
| Célula organizadora mezenchimal (retinoic acid, CXCL13, RANK-L) | IL-1B IL-23 IL-6  | Graphic of an LTi cell     | RANK, TNF, Linfotoxina IL-17, IL-22 | Formación de células secundarios |

### Grupo 1 de CLIs
El grupo 1 puede producir citoquinas del tipo 1 (las más notables on el IFNγ y FNT) y comprende a las células NK y CLI1s:
- CLI1s son células débilmente citotóxicas, estrechamente relacionadas con las CLI3s, de las cuales aparentemente derivan.

- Células Natural killer ('NK') o asesinas naturales son células citotóxicas innatas efectoras análogas a las células T citotóxicas del sistema inmunitario adaptativo.[3] Se encuentran distribuidas en la sangre, órganos y tejido linfoide, y constituyen aproximadamente un 15% de los linfocitos circulantes en sangre periférica.

Las células NK desempeñan un importante papel en la vigilancia de tumores y en la eliminación rápida de células infectadas por virus. No precisan de la señalización de moléculas CMH I y pueden reconocer células estresadas aún en ausencia de anticuerpos, permiténdoles reaccionar mucho más rápidamente que el sistema inmune adaptativo. Las células NK, descubiertas en el año 1975, son el prototipo de célula linfoide innata, y han sido descritas a veces como linfocitos granulares grandes que carecen del receptor de célula T.

### Grupo 2 de CLIs
Las CLIs del grupo 2 pueden producir citoquinas de tipo 2, tales como la IL-4, IL-5, IL-9 y IL-13.
Las CLI2s (también denominadas células colaboradoras naturales, nuocitos, o células colaboradoras innatas tipo 2) desempeñan un rol crucial en la secreción de citoquinas de tipo 2 en respuesta a la infección por helmintos. También han sido implicadas en el desarrollo de inflamación alérgica de pulmón. Expresan marcadores de superficie y receptores de quimiocinas característicos, los cuales se encuentran involucrados en la distribución del tejido linfoide a órganos sitio específicos. Requieren de IL-7 para su desarrollo, la cual activa dos factores de transcripción que son requeridos por estas células - RORα y GATA3.

### Grupo 3 de CLIs
Las CLIs del grupo 3 se definen por su capacidad para producir las citoquinas IL-17A y/o IL-22. Comprenden a las CLI3s y a las células inductoras de tejido linfoide (LTi):
- CLI3s son una población de células linfoides que pueden producir IL-22 y expresar NKp46 (un receptor activador de las células NK). Sin embargo, las CLI3s se diferencias de las NK en que son dependientes de un factor de transcripción conocido como RORγt, carecen de las citotoxinas efectoras (perforina, granzimas y receptores mortales) y no producen IFNγ ni TNF. Se encuentran principalmente en tejidos mucosos y en particular en el tracto gastrointestinal humano.

- Las células inductoras de tejido linfoide ('LTi') son un subgrupo de las CLIs que expresan moléculas requeridas para el desarrollo del tejido linfoide. Son esenciales para el desarrollo de los órganos linfoides durante la embriogénesis, y luego del nacimiento regulan la arquitectura del tejido linfoide. En el tope de estas tareas, se las ha relacionado con el mentenimiento de la memoria celular de los linfocitos T.[6]

## Desarrollo
Los precursores comunes linfoides (PCL) poseen la capacidad de diferenciarse en un gran número de células entre las que se incluyen los linfocitos T, los linfocitos B, y CLIs dependiendo de las señales celulares presentes. Con la excepción de las células NK, todas las CLIs requieren de la señalización de IL-7 para sobrevivir. El represor transcripcional ID2 parece antagonizar con la diferenciación de las células B y T, conduciendo a la aparición de un precursor ID2 dependiente, que posteriormente puede diferenciarse con factores de transcripción específicos. Existe evidencia de que todas las ramas de CLIs comparten un precursor común. La vía de señalización notch podría también estar involucrada en la diferenciación inicial del precursor común a todas las CLIs. Aún no se comprende totalmente el desarrollo de las CLIs. Las CLI3s podrían ser precursoras necesarias de las CLI1s.

## Función
Las CLIs son un grupo de células multifuncional. Su capacidad para secretar citoquinas inmunorregulatorias con gran rapidez permite que contribuyan en la respuesta inmune temprana a la infección. Residen con mucha frecuencia en las superficies mucosas, donde se encuentran expuestas a los agentes infecciosos del ambiente.